# Milan Hájek
Milan Hájek (* 21. ledna 1968 Mladá Boleslav) je český jachtař a trenér, mistr Evropy a České republiky z klubu TJ Lokomotiva Plzeň a týmu Tři sestry sailing team. Na mistrovství světa získal v roce 2014 bronz.